# Іґман
Іґман (босн. Igman) — гора Динарського нагір'я в Боснії і Герцеговині. Знаходиться на північний захід від Сараєва і сусідить з горами Белашніца і Іліджа. Висота гори складає 1502 метри над рівнем моря.

## Історія
Під час Зимових Олімпійських ігор в Сараєво в 1984 році на Іґмані проходили практично всі змагання з гірських лиж Олімпіади. На Іґмані проводилися змагання зі стрибків на лижах з трампліна та змагання з лижного двоборства. Крім цього на Іґмані проходили змагання з біатлону та лижних перегонів.
На Іґмані досі залишилося багато об'єктів які нагадують про проведення Зимової Олімпіади 1984 року. Багато з цих спортивних об'єктів постраждали під час Боснійської війни 1992—1995 років. Особливо запеклі бої на горі відбувалися в 1993 році між силами боснійських сербів і військами Республіки Боснії і Герцеговини. Наприклад на трампліні для стрибків на лижах, залишилися множинні сліди від куль, оскільки це місце використовувалося для страти під час бойових дій.
Іґман є популярним місцем для піших прогулянок і катання на лижах. Сьогодні Іґман одне з найпопулярніших місць для туристів в Сараєві.